# Aciprés (manzana)
Aciprés es el nombre de una variedad cultivar de manzano (Malus domestica). Esta manzana está cultivada en la colección-repositorio de variedades de manzanos de la Estación Experimental Aula Dei (Zaragoza) con n.º de accesión «3339». Esta manzana también se cultiva en el repositorio de manzanos de Vizcaya Estación de fruticultura de Zalla. Es originaria de Vizcaya Comunidad autónoma de País Vasco.

## Sinónimos
- ‘Aciprés 3339’[5]
- ‘Aciprés Sagarra’
- ‘Manzana Aciprés’[7][8]

## Historia
‘Aciprés’ está considerada incluida en las variedades locales autóctonas muy antiguas, cuyo cultivo se centraba en comarcas muy definidas. Se caracterizaban por su buena adaptación a sus ecosistemas y podrían tener interés genético en virtud de su adaptación. Se encontraban diseminadas por todas las regiones fruteras españolas, aunque eran especialmente frecuentes en la España húmeda. Estas se podían clasificar en dos subgrupos: de mesa y de sidra (aunque algunas tenían aptitud mixta).
‘Aciprés’ es una variedad mixta, clasificada como de mesa, también se utiliza en la elaboración de sidra; difundido su cultivo en el pasado por los viveros comerciales y cuyo cultivo en la actualidad se ha reducido a huertos familiares y jardines privados.

## Características
El manzano de la variedad ‘Aciprés’ tiene un vigor medio a alto; porte desplegado, con vegetación muy tupida, hojas pequeñas; tubo del cáliz ancho o mediano, triangular o alargado en forma de cono o de embudo con tubo largo y con los estambres insertos bajos, pistilo fuerte. Tiene un inicio de floración tardía, con tiempo de floración que comienza a partir del 9 de mayo, con el 10 % de floración; para el 14 de mayo, tiene una floración completa (80 %); y, para el 23 de mayo, tiene un 90 % de caída de pétalos.
‘Aciprés’ tiene una talla de fruto mediano a grande según si tiene aclareo o no; forma globosa a forma oblata, forma indefinida, generalmente más ancha que alta, con contorno levemente irregular, oblongo o elíptico, casi siempre rebajado de un lado; epidermis con color de fondo amarillo verdoso, importancia del sobre color medio, color del sobre color rojo, distribución del sobre color mancha/rubor/rayas, presentando mancha roja con rubor continuo con rayas finas, acusa punteado pequeño ruginoso que se extienden aleatoriamente por la superficie y con russeting (pardeamiento áspero superficial que presentan algunas variedades) débil; pedúnculo de longitud largo, fino, sobresale un poco de la cavidad peduncular, anchura de la cavidad peduncular amplia, profundidad de la cavidad peduncular poco profunda, presenta placas ruginosas color grisáceo que se extienden desde la base de la cavidad sin sobrepasar los bordes y con importancia del russeting en la cavidad peduncular fuerte; anchura de la cavidad calicina amplia, profundidad de la cavidad calicina poco profunda, placas ruginosas color grisáceo se extienden desde la base de la cavidad alrededor del ojo, y con importancia del russeting en la cavidad calicina fuerte; ojo de tamaño mediano y está cerrado.
Carne blanca; textura de la pulpa firme; sabor dulce, con acidez muy baja y contenido en azúcares medio.
Su tiempo de recogida de cosecha muy tardía se inicia a finales de noviembre y en diciembre.